# Chris Spencer
Christopher Clark Spencer (Madison, 28 marzo 1982) è un ex giocatore di football americano statunitense che ha militato nel ruolo di centro nella National Football League (NFL). Fu scelto nel corso del primo giro (26º assoluto) del Draft NFL 2005 dai Seattle Seahawks. Al college giocò a football all'Università del Mississippi.

## Carriera

### Seattle Seahawks
Spencer fu scelto nel corso del primo giro del Draft 2005 dai Seattle Seahawks. Nella sua prima stagione disputò sette gare, con la squadra che giunse fino al Super Bowl XL, perso contro i Pittsburgh Steelers. Nella stagione 2006 disputò tutte le 16 gare per Seattle, partendo 13 volte come titolare, soprattutto nella posizione di offensive guard, accanto al centro Robbie Tobeck. Spencer succedette a Tobeck come centro titolare dopo che questi si ritirò dopo la stagione 2006.

### Chicago Bears
Il 31 luglio 2011, Spencer firmò con i Chicago Bears per sostituire Olin Kreutz. Nel 2011 si alternò nei ruoli di centro e guardia con Roberto Garza. Nella settimana 4 contro i Carolina Panthers, Spencer entrò al posto di Lance Louis, ma dovette egli stesso lasciare la partita a causa di un infortunio.
Il 22 novembre 2012, Spencer fu nominato guardia titolare dei Bears dopo che Chilo Rachal fu inserito in lista infortunati.

### Tennessee Titans
Il 1º aprile 2013, Spencer firmò con i Tennessee Titans. Con essi nella prima stagione disputò tutte le 16 partite, ma una sola come titolare. Si ritirò dopo la stagione 2014.

## Palmarès

### Franchigia
- National Football Conference Championship: 1

Seattle Seahawks: 2005